# Abietinsav

Szerkezete

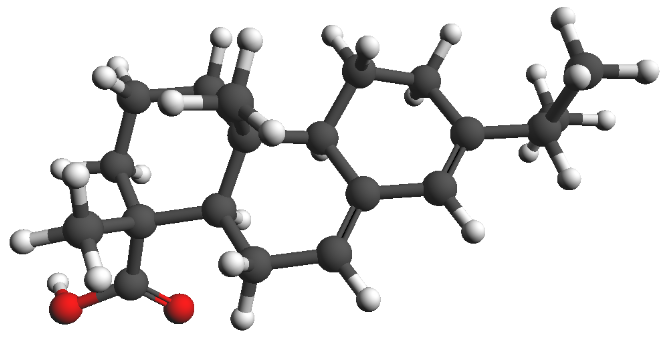
Térhálós modellje

Az abietinsav (neve a jegenyefenyő  jelentésű latin Abies szóból) egy aliciklusos vegyület, a gyantasavak egyike, természetes izomereivel a fenyőgyanták lepárlásából visszamaradó kolofónium leggyakoribb összetevője. Szabályosan képzett tudományos neve: dehidrofenantrén-karbonsav.

## Fizikai tulajdonságai
Sárga, szilárd, amorf anyag. 174–175°C-on olvad. Fajlagos optikai forgatóképessége 20 °C-on: -102°.

## Kémiai tulajdonságai
A diterpénkarbonsavak egyike; összegképlete C20H30O2. Vízben nem, de alkoholban jól oldódik.
Szelénnel hevítve reténné alakul. Olyan, konjugált dién, amely maleinsav-anhidrid hozzáadására diénaddícióval négy darab hatos gyűrűből álló vegyületté alakul: ez a Otto Dielsről és Kurt Adlerről elnevezett Diels–Adler-szintézis.

## Felhasználása
Műanyagok, lakkok, festékek, detergensek, papíráruk,ragasztók előállításához használják.